# Gabriel Iglesias
Gabriel Jesús Iglesias, poznan tudi kot Fluffy, ameriški komik in igralec, * 15. julij 1976, San Diego, Kalifornija, Združene države Amerike. Znan je po svojih šovih I'm Not Fat… I'm Fluffy in Hot & Fluffy.